# Mount Jukkola
Mount Jukkola är ett berg i Antarktis. Det ligger i Västantarktis. Argentina, Chile och Storbritannien gör anspråk på området. Toppen på Mount Jukkola är 1 490 meter över havet.
Terrängen runt Mount Jukkola är platt. Trakten är obefolkad. Det finns inga samhällen i närheten.